# Plourivo
Plourivo é uma comuna francesa na região administrativa da Bretanha, no departamento Côtes-d'Armor. Estende-se por uma área de 28,41 km². Em 2010 a comuna tinha 2 324 habitantes (densidade: 81,8 hab./km²).